# فوولو
فوولو (به انگلیسی: Foolow) یک روستا و محله مدنی در بریتانیا است که در Derbyshire Dales واقع شده‌است.